# MBC NET
MBC NET(엠비씨 넷)은 문화방송의 16개의 지방 텔레비전 방송국들과 KT스카이라이프가 공동 출자하여 설립한 유료 텔레비전 채널로, 위성과 IPTV, 케이블TV 등을 통해 해당 채널을 송출하고 있으며, 각 지역 문화방송 계열 방송국이 자체 제작한 프로그램으로 주편성하고 있는 지역정보 전문 채널이다.
2006년 10월 19일에 회사가 설립되었고, 채널 개국일은 2007년 1월 12일이다.
방송통신위원회에서 2019~2020년에 이어 2021~2022년 공익채널로 2회 연속 선정되었으며, 교육 및 지역 분야에 해당되지만 지역 분야의 유일한 공익채널로 지정되어 있다.

## 개요
- MBC 본사 제외 지역 방영 프로그램이다.

## 프로그램
- 사색의 공동체 스미다
- 테마기행 길
- 다큐에세이 그사람
- 지금은 전국시대
- MBCNET 명품다큐
- MBCNET 스페셜
- MBC가요베스트
- 어영차 바다야(목포MBC)
- 문화콘서트 난장(광주MBC)
- 좌충우돌 만국유람기(부산MBC)
- 진짜배기(MBC경남)
- 오 마이 싱어(여수MBC)
- 신 농사직설(대구MBC)
- 나이야가라(춘천MBC)
- 액션캠(울산MBC)
- 시시콜콜 택시(포항MBC)
- 어쩌다 마주친

## 같이 보기
- 9colors